# 土浦農業協同組合
土浦農業協同組合（つちうらのうぎょうきょうどうくみあい）は、茨城県土浦市に本店を置いていた農業協同組合。土浦市とかすみがうら市で事業を行っていた。略称JA土浦。

## 沿革
- 1994年（平成6年）2月 - 6つの農業協同組合の合併で発足。
- 2012年（平成24年）2月 - 茨城千代田農業協同組合を合併。
- 2019年（平成31年）2月 - JA竜ケ崎、JA茨城かすみと合併し、「水郷つくば農業協同組合」設立。

## 本支店
- 土浦市
  - 本店 - 茨城県土浦市田中1丁目1-4
  - 中央支店 - 木田余3119-3
    - 協同病院出張所 - 真鍋新町11-7

  - 都和支店 - 並木2-10-32
  - 中村支店 - 中村西根132
  - 東部支店  - 小松2-13-9
  - 土浦西支店 - 粕毛705-2
  - 新治支店 - 藤沢514-1
- かすみがうら市
  - 霞ヶ浦南支店 - 深谷3434-12
  - 霞ヶ浦北支店 - 宍倉1597-1
  - 霞ヶ浦東支店 - 田伏816
  - 千代田支店 - 中佐谷243-2

## 主な事業

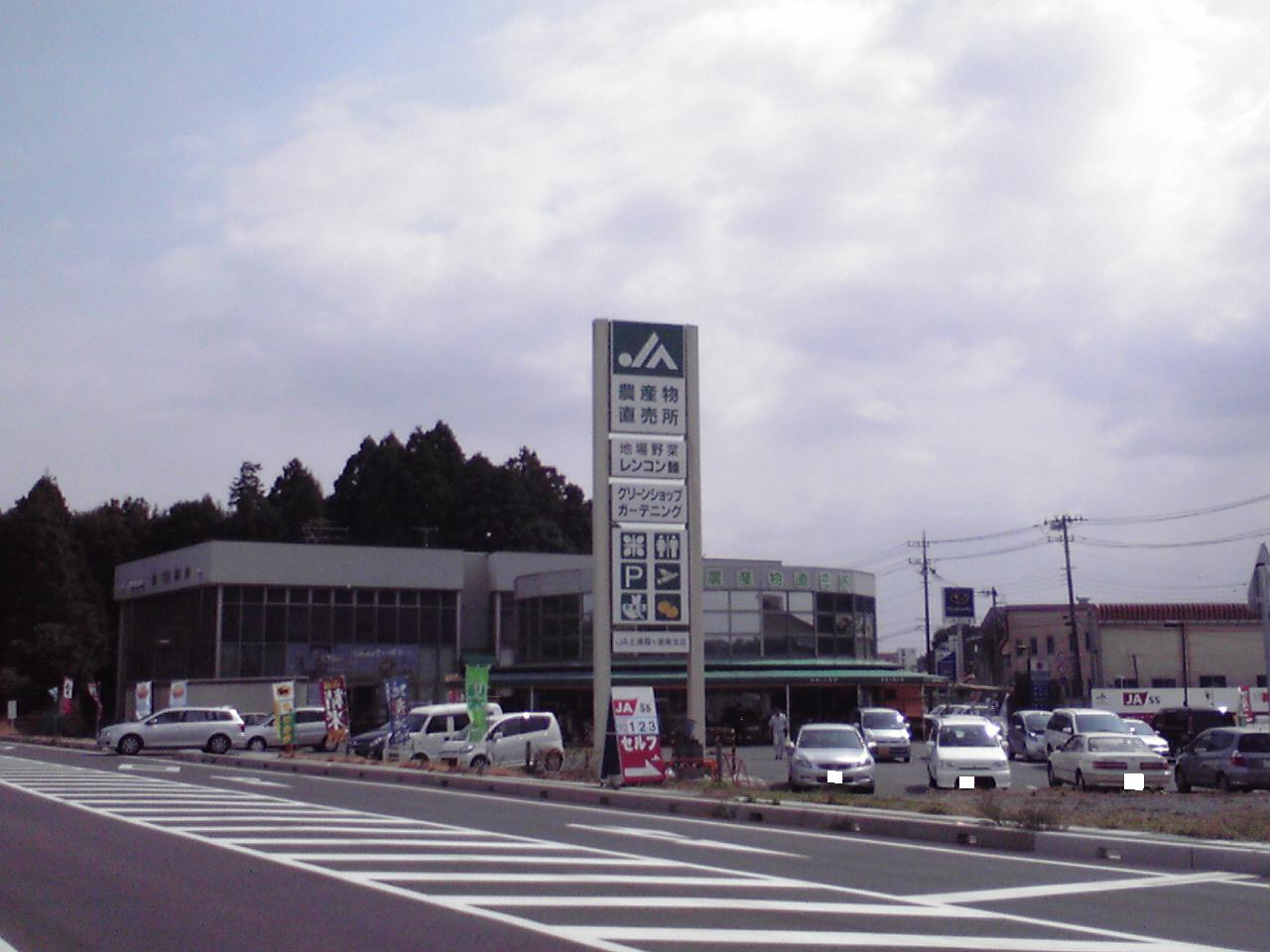
グリーンショップ霞ヶ浦店

- サンフレッシュ - 農産物の直売を行う。土浦市に3店舗、かすみがうら市に3店舗あるほか、事業域外のつくば市にも1店舗（iiasつくば内）を構える。
- グリーンショップ - 農薬・肥料等の販売。土浦市に2店舗、かすみがうら市に1店舗を展開。

## 主な生産品
- レンコン（生産量日本一）
- 果樹（梨・栗・柿など）
- 米（コシヒカリ中心）
- 花卉